# Brisingenes anchista
Brisingenes anchista är en sjöstjärneart som beskrevs av Fisher 1919. Brisingenes anchista ingår i släktet Brisingenes och familjen Brisingidae. Inga underarter finns listade i Catalogue of Life.